# Miguel Navarro Cañizares
Miguel Navarro Cañizares (Valencia, 1834-Río de Janeiro, 23 de octubre de 1913) fue un pintor español.

## Biografía

### Los primeros años
El menor de los cuatro hijos de un fabricante de cestas que habitaba en la populosa calle de Gracia, discípulo de la Escuela de Bellas Artes de San Carlos de Valencia. Se trasladó más tarde a la capital de España donde frecuentó la Escuela de San Fernando y el taller de Federico Madrazo.
El 20 de febrero de 1861 solicita ser admitido a las oposiciones que se convocan para cubrir una plaza de Profesor supernumerario de la clase de pintura, vacante en la Escuela superior de Pintura, Escultura y Grabado. En dicha instancia declara tener 27 años, ser discípulo de la Real Academia de San Fernando y residir en la Corte, calle de la Aduana, nº 14, 2º.
En las Exposiciones Nacionales de Bellas Artes de 1860, 1862 y 1866, presentó varios cuadros, y el último que representa a Santa Catalina transportada por los ángeles, fue premiado con una medalla de tercera clase, y adquirido por el Gobierno para el Museo Nacional.
El cuadro presentado a la Exposición Nacional de 1862, sobre la famosa Agustina de Aragón, fue copiado en litografía para hermosear las páginas de una novela. Mediante oposición en 1864, obtuvo una de las pensiones para ampliar sus estudios en Roma, habiendo sido el asunto del cuadro ejecutado en los ejercicios La resurrección de la hija de Jairo.
El 3 de noviembre de 1871 se publicaba en el Diario Mercantil de Valencia entre otras noticias, la referente a Miguel Navarro Cañizares “Hallándose en la Eterna ciudad con motivo del santo Concilio ecuménico del Vaticano, el Excmo. é Ilmo. Señor arzobispo de Caracas, vio algunas de las obras de este excelente artista y encontró tan relevante su mérito que quiso espléndidamente recompensarlas, encargándole la pintura de la catedral de Caracas, e invitándole a fundar en aquellas apartadas regiones bajo sus generosos e ilustrados auspicios una escuela de Bellas Artes”.
El destierro del arzobispo Silvestre Guevara y Lira, por falta de residencia, de acuerdo con el Concilio de Trento, declara vacante el arzobispado y nulos los actos de Guevara y Lira, y por este motivo, lo prometido no llegará a buen término.

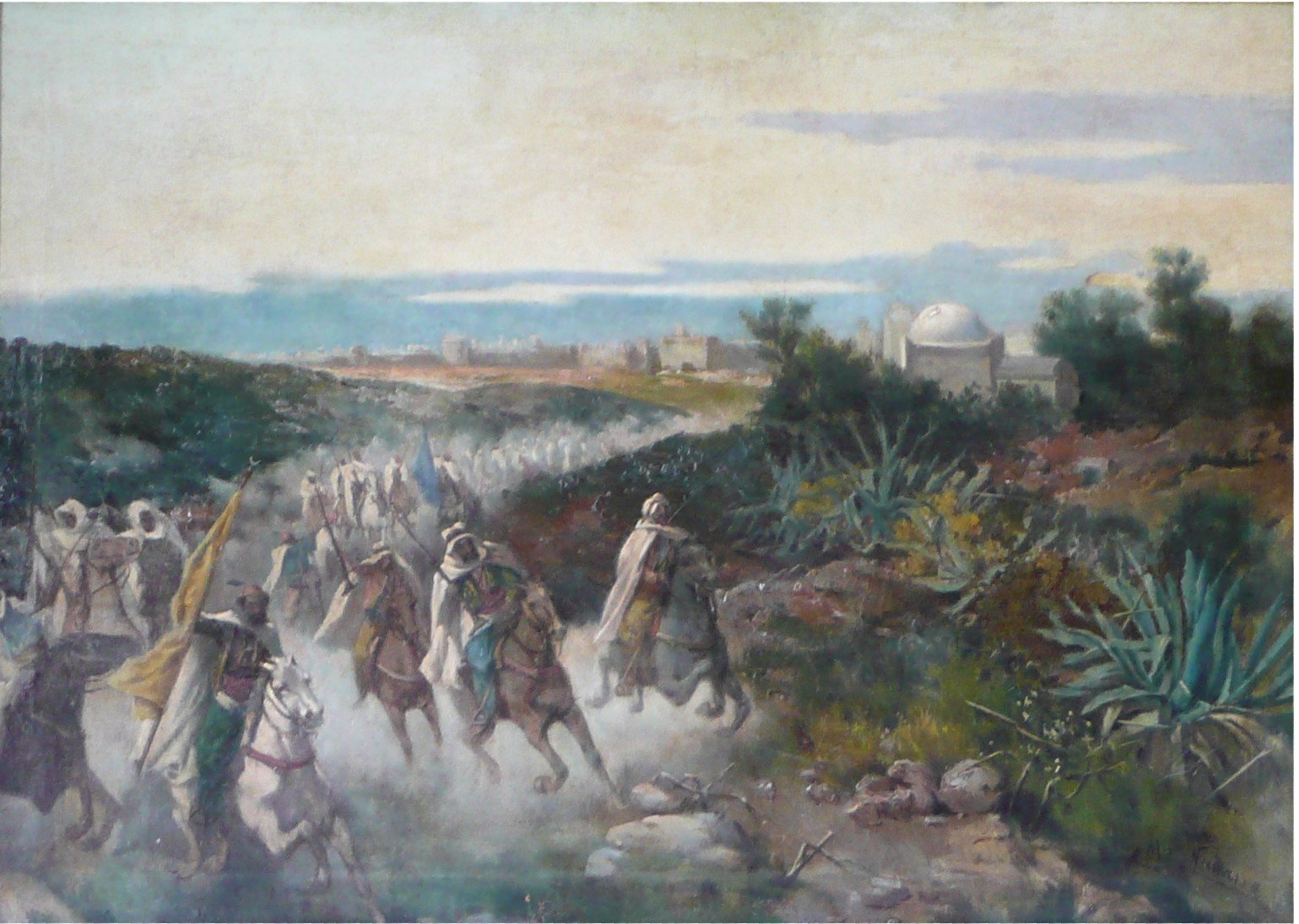
Moros corriendo la pólvora, c.1860.
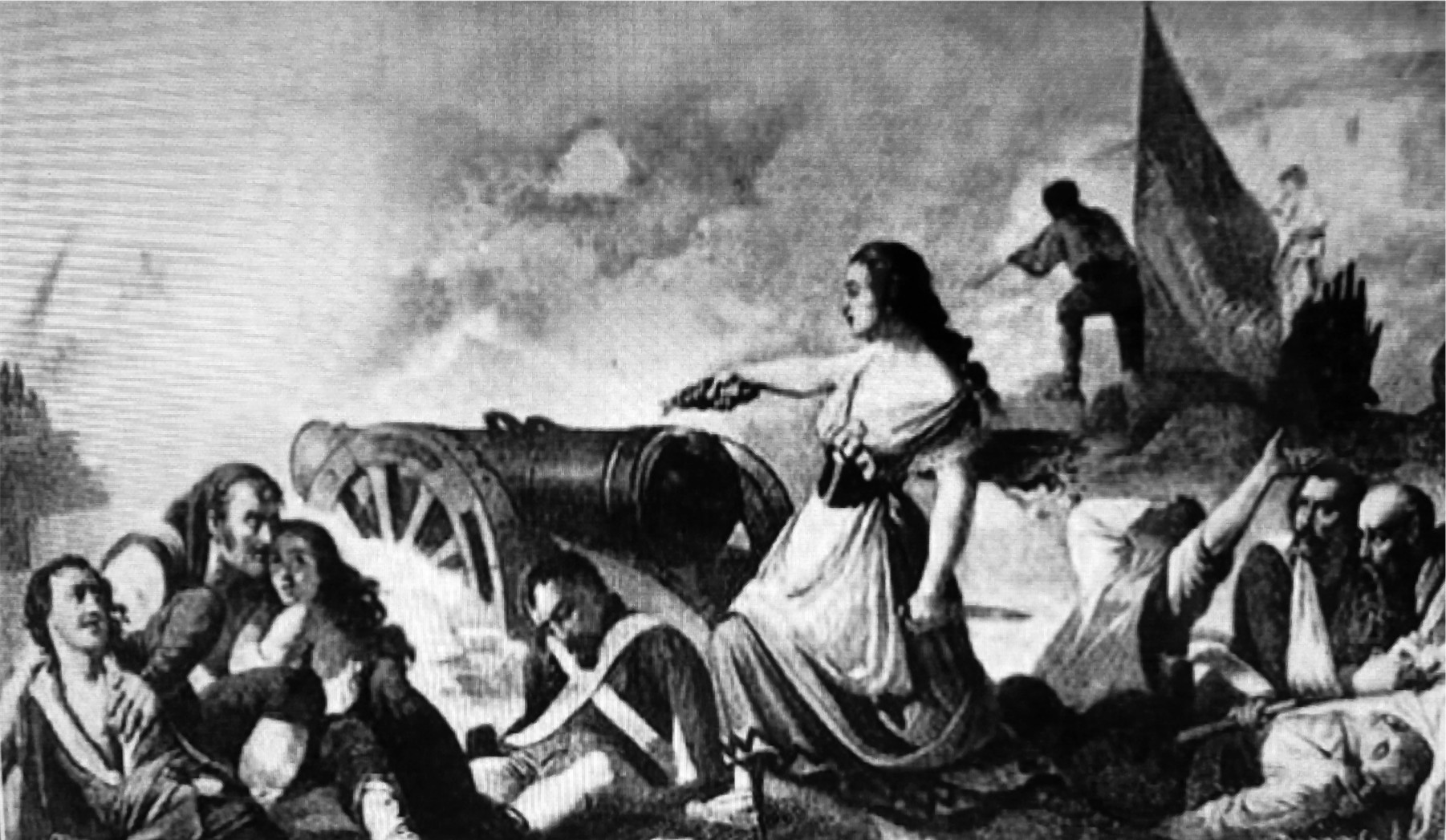
La defensa de Zaragoza, 1862.
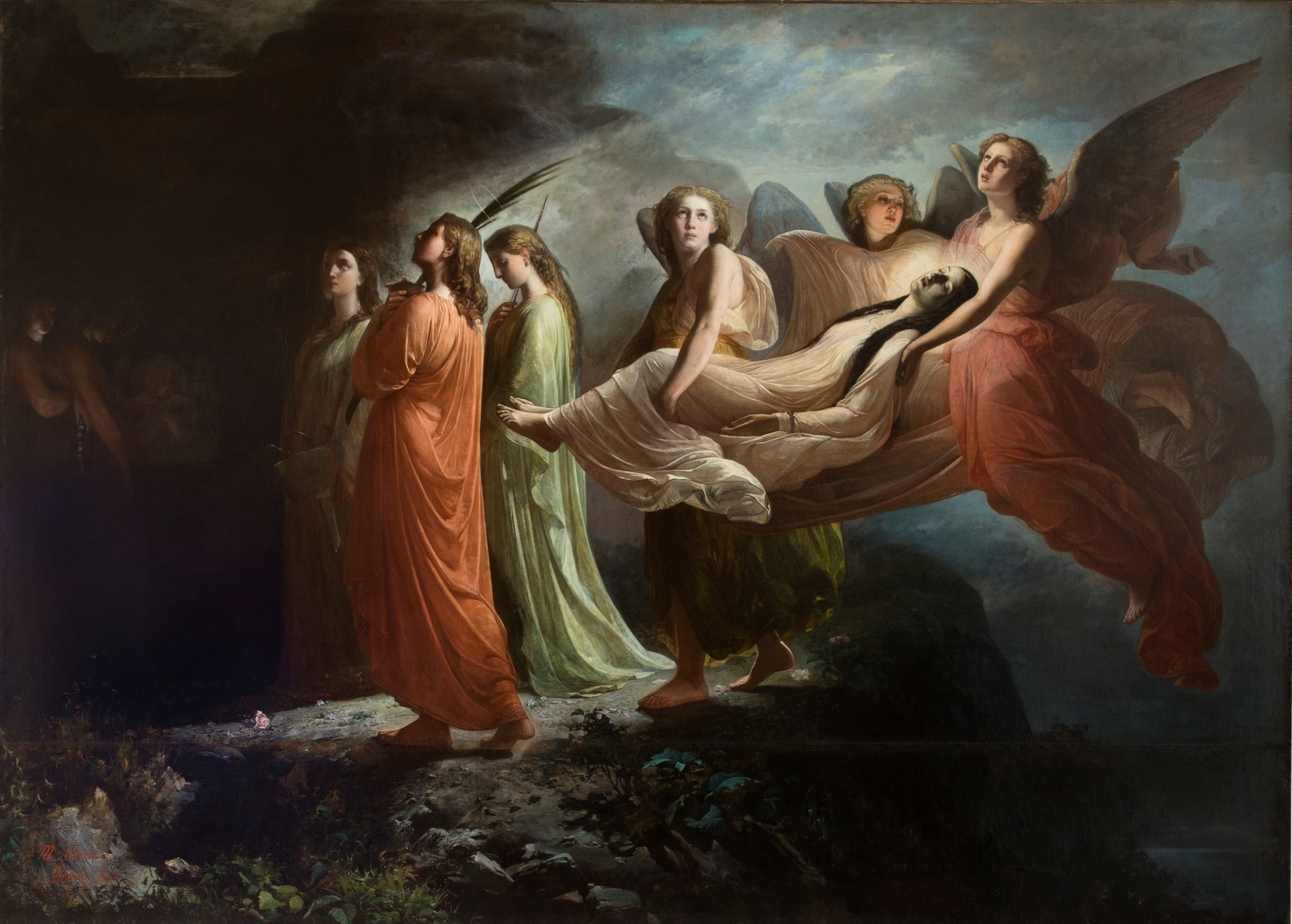
Santa Catalina transportada por los ángeles, 1866.
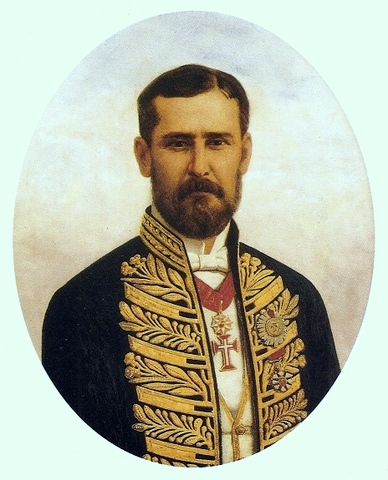
Antônio de Araújo de Aragão Bulcão, 1881.

### El gran cuadro alegórico de la batalla de Apure

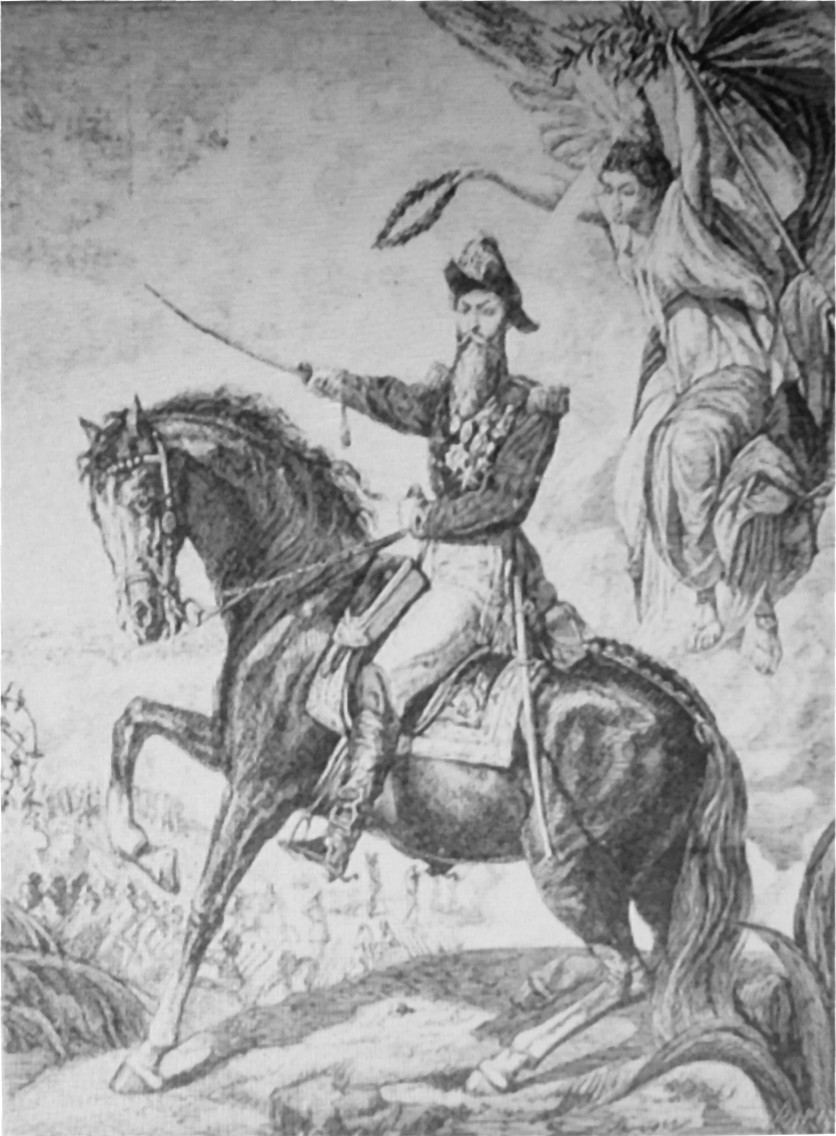
Copia litográfica del Cuadro alegórico de la Batalla de Apure, 1873.

Procedente de Roma, donde perfeccionó su formación artística durante ocho años, el pintor llega a Caracas a inicios de febrero de 1872.
Justo unos días antes Venezuela conocía la victoria de Antonio Guzmán Blanco en la Batalla de San Fernando de Apure frente a las huestes del partido conservador. Ante tan decisivo avatar, Fausto Teodoro de Aldrey, director-propietario del progubernamental diario La Opinión Nacional, concibe el proyecto de encargar al recién venido artista un cuadro que "inmortalizase" el triunfo del Caudillo de abril. Sin perder tiempo, Navarro Cañizares pergeña el boceto de un gran lienzo, con la figura ecuestre de Guzmán Blanco, cuyas sienes ciñe la Gloria con una corona de laurel. El referido periódico describe así el boceto el 23 de febrero:
“La idea es como sigue: en primer término, se destaca del fondo del cielo un ángel o genio de la gloria envuelto en amplio y undoso ropaje, cubierto por los pliegues de la bandera nacional que lleva en la mano izquierda juntamente con una rama de oliva, mientras que en la derecha tiene una corona de laurel que parece va á colocar sobre la frente del general Guzmán Blanco, quien á caballo, y mostrando á punto determinado como quien da órdenes, domina la escena en la margen septentrional del Apure en que aparecen batiéndose las tropas constitucionales. Véase en el fondo, á la margen meridional del gran río, la ciudad de San Fernando”.
Instalado durante más de tres lustros en el salón de sesiones del Senado, ese Gran Cuadro Alegórico de la Batalla de Apure desaparecerá (con gran probabilidad, destruido) tras los virulentos tumultos antiguzmanistas acaecidos el 26 de octubre de 1889, cuando furibundas turbas destrozan definitivamente las estatuas de Guzmán Blanco en Caracas, La Guaira y Valencia, y hacen añicos sus retratos en edificios públicos y dependencias administrativas a todo lo largo y ancho del país.

### La fundación de la Academia de Bellas Artes de Bahia

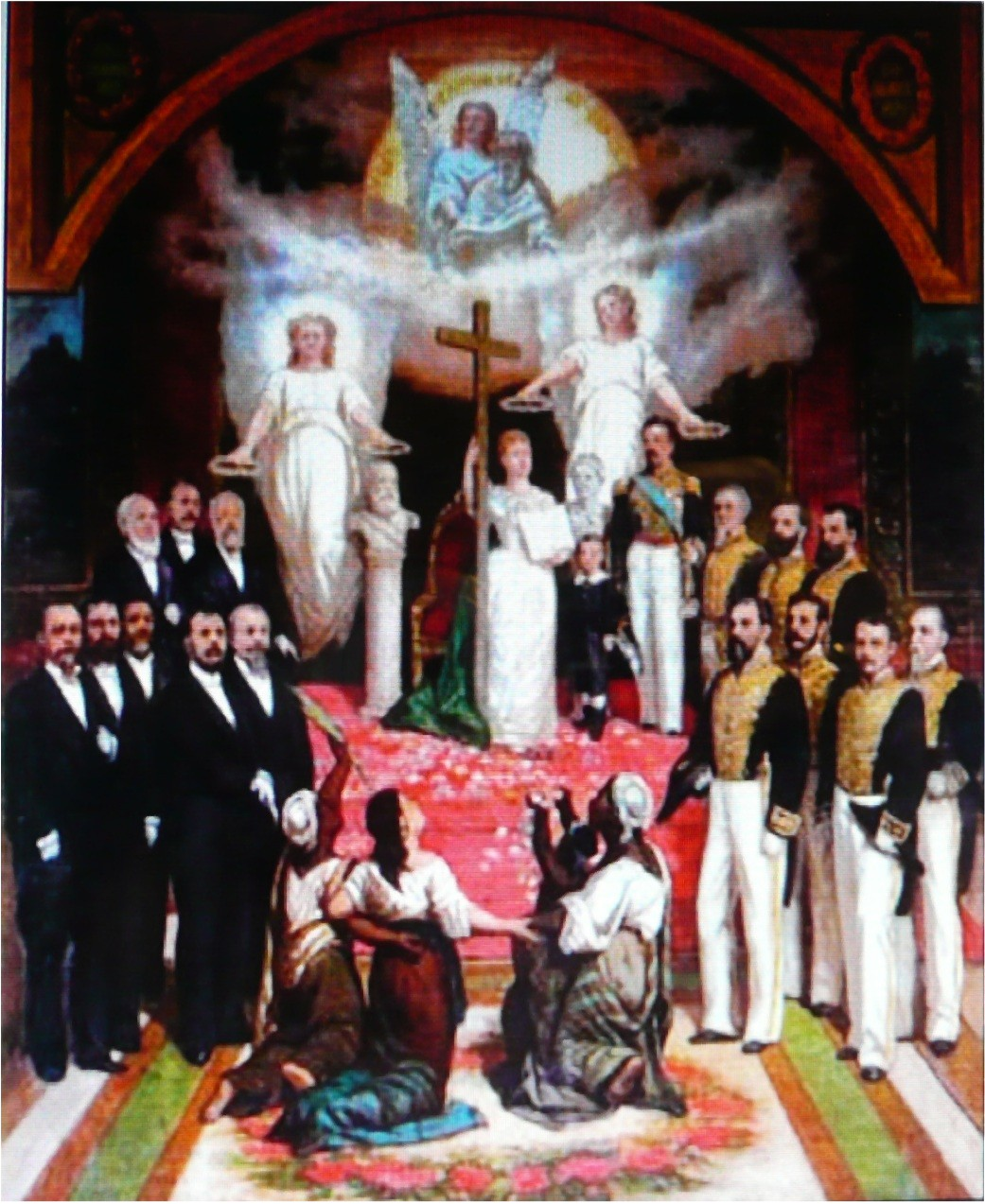
Lei Áurea, 1888.

Tras el destierro del arzobispo Silvestre Guevara y Lira, Navarro Cañizares partió hacia Río de Janeiro, pero una epidemia de fiebre amarilla le hizo detenerse en Salvador de Bahía, donde llegó el 4 de abril de 1876 con su esposa y sus dos hijas. Comenzó a dar clases en el Liceo de Artes y Oficios de Bahia el 28 de mayo de 1876. Mientras tanto, Cañizares es, sin duda, desconectado de esa institución de educación en octubre de 1877, debido a desacuerdos entre él, la dirección del Liceo y otro profesor de pintura de esta institución, el pintor José Antonio Bahia da Cunha Couto.
Decidido a crear una academia de artes en Bahia, Cañizares y sus compañeros buscaron la ayuda y la protección del gobierno de la provincia. Fue fundada el 17 de diciembre de 1877. Permanece en Bahia cerca de 5 años, al fin de los cuales se mudó a Río de Janeiro (1882) donde permaneció hasta finalizar sus días.